# 潘圭奇 (犹他州)
潘圭奇（英文：Panguitch），是美国犹他州加菲尔德县下属的一座城市。建市于 1866年，面积大约为2.14平方英里（5.5平方公里），海拔约为6,624英尺（2,019米）。根据2010年美国人口普查，该市有人口1,520人。